# Relais 4 × 400 mètres masculin aux championnats du monde d'athlétisme 2001
Navigation
Séville 1999 Paris 2003
L'épreuve du relais 4 × 400 mètres masculin des championnats du monde d'athlétisme 2001 s'est déroulée les 11 et 12 août 2001 au stade du Commonwealth d'Edmonton, au Canada. Elle est remportée par l'équipe des Bahamas (Avard Moncur,, Chris Brown, Troy McIntosh et Timothy Munnings). L'équipe des États-Unis, initialement vainqueur de l'épreuve, est disqualifiée en 2008 à la suite des aveux de dopage d'Antonio Pettigrew.

## Résultats

### Finale
| Rang               | Pays        | Athlètes | Temps         | Notes |
| ------------------ | ----------- | --- | ------------- | ----- |
| Médaille d'or      | Bahamas     | Avard Moncur Chris Brown Troy McIntosh Timothy Munnings                                                      | 2 min 58 s 19 | NR    |
| Médaille d'argent  | Jamaïque    | Brandon Simpson Christopher Williams Gregory Haughton Danny McFarlane                                        | 2 min 58 s 39 | SB    |
| Médaille de bronze | Pologne     | Rafal Wieruszewski Piotr Haczek Piotr Dlugosielski Piotr Rysiukiewicz                                        | 2 min 59 s 71 | SB    |
| 4                  | Brésil      | Valdinei Abilio da Silva Anderson Jorge Oliveira dos Santos Flávio de Oliveira Godoy Sanderlei Claro Parrela | 3 min 01 s 09 |       |
| 5                  | Royaume-Uni | Iwan Thomas Jamie Baulch Timothy Benjamin Mark Richardson                                                    | 3 min 01 s 26 |       |
| 6                  | Espagne     | Eduardo Iván Rodríguez David Canal Antonio Andrés Antonio Manuel Reina                                       | 3 min 02 s 24 |       |
| 7                  | Allemagne   | Marc Alexander Scheer Ruwen Faller Lars Figura Ingo Schultz                                                  | 3 min 03 s 52 |       |
| —                  | États-Unis  | Leonard Byrd Antonio Pettigrew Derrick Brew Angelo Taylor                                                    | 2 min 57 s 54 | DQ    |

## Légende
Records et Performances
- AR : Record continental (area record)
- CR : Record des championnats (championship record)
- MR : Record du meeting (meet record)
- NR : Record national (national record)
- OR : Record olympique (olympic record)
- PR : Record paralympique (paralympic record)
- PB : Record personnel (personal best)
- SB : Meilleure performance personnelle de la saison (season's best)
- WL : Meilleure performance mondiale de l'année (world leader)
- WJR : Record du monde junior (world junior record)
- WR : Record du monde (world record)

Circonstances et Conditions
- DNF : N'a pas terminé (did not finish)
- DNS : N'a pas pris le départ (did not start)
- DQ : Disqualification (disqualification)
- NM : Aucun essai valable enregistré (No Mark)
- Q : Qualifié « directement » au prochain tour (ou à la prochaine compétition), lors d'une compétition majeure, grâce au classement ou à la réalisation des minima (automatic qualifier)
- q : Qualifié au prochain tour (ou à la prochaine compétition), lors d'une compétition majeure, grâce au repêchage ou à la réalisation de l'une des meilleures performances parmi celles des « non qualifiés directement » (grâce au meilleur temps ou à la meilleure distance par exemple) (secondary qualifier)